# Polska Izba Rzeczników Patentowych
Polska Izba Rzeczników Patentowych (PIRP) – samorząd zawodowy rzeczników patentowych w Polsce.

## Informacje ogólne
Ogół rzeczników patentowych i aplikantów rzecznikowskich tworzy Polską Izbę Rzeczników Patentowych. Jest to jeden z samorządów zawodów prawniczych. Zawód rzecznika patentowego, podobnie jak zawód adwokata i radcy prawnego, jest wolnym zawodem oraz należy do zawodów zaufania publicznego.
Polska Izba Rzeczników Patentowych (PIRP) jest regulowana ustawą z dnia 11 kwietnia 2001 r. o rzecznikach patentowych. Na mocy tej ustawy PIRP reprezentuje jej członków i sprawuje pieczę nad należytym wykonywaniem zawodu rzecznika patentowego w granicach interesu publicznego oraz dla jego ochrony. Polska Izba Rzeczników Patentowych ma osobowość prawną. Jej samodzielność podlega ochronie sądowej.

## Historia
Zawód rzecznika patentowego ma długą historię. Naczelnik Państwa 13 grudnia 1918 r. wydał Dekret tymczasowy o Urzędzie Patentowym, w którym było zawarte postanowienie odnoszące się do pełnomocników: Strony mogą występować w Urzędzie Patentowym bądź osobiście, bądź przez pełnomocników. Pełnomocnikami mogą być osoby mieszkające w Polsce, z wyższym, zwłaszcza technicznym wykształceniem, wciągnięte przez Urząd na listę pełnomocników.
W okresie powojennym organy reprezentujące zawód rzecznika patentowego zostały praktycznie zlikwidowane. Ustawą z dnia 20 grudnia 1949 r. o utworzeniu Kolegium Rzeczników Patentowych stworzono Kolegium Rzeczników Patentowych, które działało przy Urzędzie Patentowym do 1958 r. W związku z ustawą z dnia 22 maja 1958 r. o rzecznikach patentowych powstało Zrzeszenie Rzeczników Patentowych. 31 marca 1967 r., na mocy rozporządzenia Prezesa Rady Ministrów z dnia 21 czerwca 1966 r. w sprawie zasad, trybu i terminów zakończenia działalności rzeczników patentowych oraz ich zrzeszenia, prowadzonej na podstawie ustawy z dnia 22 maja 1958 r. o rzecznikach patentowych, działalność tego Zrzeszenia została zakończona. W okresie 1967–1980 nie istniała jakakolwiek organizacja reprezentująca interesy rzeczników patentowych, zarówno wobec pracodawców, jak i przed Urzędem Patentowym. 12 grudnia 1980 r., z inicjatywy grupy rzeczników patentowych, została podpisana Deklaracja założycielska Stowarzyszenie Rzeczników Patentowych (SRP). Stowarzyszenie zostało zarejestrowane 17 listopada 1981 r. z siedzibą w Poznaniu. SRP w oparciu o stworzone oddziały terenowe rozpoczęło aktywną działalność, współpracując z właściwymi organami, w celu opracowania nowego modelu wykonywania zawodu rzecznika patentowego. Prace te trwały 13 lat i doprowadziły do uchwalenia ustawy z dnia 9 stycznia 1993 r. o rzecznikach patentowych. Ustawa odrestaurowała zawód rzecznika patentowego i powołała do życia samorząd rzeczników patentowych – Polską Izbę Rzeczników Patentowych, która istnieje do dziś.

## Struktura
Organami samorządu zawodowego rzeczników patentowych są:
1) Krajowy Zjazd Rzeczników Patentowych;
2) Krajowa Rada Rzeczników Patentowych;
3) Prezes Polskiej Izby Rzeczników Patentowych;
4) Komisja Rewizyjna;
5) Odwoławczy Sąd Dyscyplinarny;
6) Sąd Dyscyplinarny;
7) Rzecznik Dyscyplinarny;
8) okręgowe zgromadzenia rzeczników patentowych;
9) okręgowe rady rzeczników patentowych.